# Orugoru no Chiisana Hakubutsukan
L'Orugoru no Chiisana Hakubutsukan(オルゴールの小さな博物館) est un musée d'instruments de musique mécaniques, situé dans l'arrondissement de Bunkyō à Tokyo. Il abrite la collection privée de Yoshihito Namura. Le musée a fermé ses portes le 15 mai 2013.
Le musée est le premier de son genre au Japon lorsqu'il ouvre ses portes en mai 1983. Le bâtiment actuel date de 2003.
L'« Orugoru no Chiisana Hakubutsukan » présente un aperçu de l'évolution des mécanismes de reproduction musicaux réalisés à partir de la fin du XVIIIe siècle jusqu'au XXe siècle. Les visiteurs assistent à des démonstrations d'anciens dispositifs musicaux assortis d'explications pédagogiques.

## Collections
- Cylindre de boîte à musique : Paillard Sublime Harmonie Piccolo Systeme Plerodienique, ca.1890, suisse
- Disque de boîte à musique ： Symphonion Changer Style120S, ca.1900, allemand
- Automate anthropomorphe ： Fumeur turc de Lambert, ca.1890, français
- Orgue de Barbarie : Bacigalupo, ca.1900, allemand
- Piano mécanique ： Steinway & Sons Duo-Art (en), ca.1920, américain, Aeolian Company
- horloge musicale : Musical Bracket Clock, ca.1790, Angleterre, Robt Hughs

## Source
- (en) Cet article est partiellement ou en totalité issu de l’article de Wikipédia en anglais intitulé « Orugoru no Chiisana Hakubutsukan » (voir la liste des auteurs).